# Biedaczów
Biedaczów – wieś położona w Polsce, w województwie podkarpackim, powiecie leżajskim, gminie Leżajsk. Leży przy drodze 877 Leżajsk - Łańcut.
| SIMC    | Nazwa      | Rodzaj    |
| ------- | ---------- | --------- |
| 0653400 | Borczyna   | część wsi |
| 0653417 | Krzaki     | część wsi |
| 0653423 | Podkudłacz | część wsi |

Wieś królewska starostwa leżajskiego położona w powiecie przemyskim, jej posesorem był Andrzej Potocki, została spustoszona w czasie najazdu tatarskiego w 1672 roku. W latach 1975–1998 miejscowość administracyjnie należała do województwa rzeszowskiego.
Miejscowość ta jest położona na południowo-wschodnim skraju Puszczy Sandomierskiej, graniczy z Płaskowyżem Kolbuszowskim, pod względem geologicznym zaliczana jest do Kotliny Sandomierskiej. Teren jest prawie równinny, w jednej czwartej pokryty lasami. Ukształtowanie terenu utrudnia odpływ wody, powodując powstawanie licznych mokradeł. Gleby występujące na tym terenie są na ogół piaszczyste, w związku z tym mało urodzajne, zaliczane do IV i V klasy.
Razem z Gwizdowem tworzą wspólną parafię pw. Matki Bożej Pocieszenia, która została erygowana w 1971 roku. W miejscowości znajduje się kapliczka z 1872 roku.
Mieszkańcy prowadzą niewielkie gospodarstwa, w których uprawiają warzywa, tytoń, zboża lub pracują zawodowo. Na terenie Biedaczowa znajduje się Filia Gminnego Ośrodka Kultury, Punkt Lekarski oraz Szkoła Podstawowa. Ośrodek prowadzony przez Agnieszkę Niemiec jest jednym z prężniej działających w Gminie. Na zajęcia z rzeźby, garncarstwa, rękodzieła artystycznego, taneczne oraz teatralne uczęszczają liczne dzieci z obu miejscowości. Do wsi Biedaczów przylega przysiółek Podkudłacz.

## Oświata
Szkoła ludowa 1-klasowa w Biedaczowie została zorganizowana w 1906 roku przez inspektora szkolnego ks. Walentego Mazanka. Przydatnym źródłem archiwalnym do poznawania początków szkolnictwa w Galicji, są austriackie Szematyzmy Galicji i Lodomerii, które podają wykaz szkół ludowych, wraz z nazwiskami ich nauczycieli. Początkowo nauka odbywała się w wynajętych pomieszczeniach u gospodarzy. Pierwszą nauczycielką była Franciszka Wędrychowska.
W latach 1911–1912 wybudowano budynek szkolny. W latach 1914–1915 w szkole stacjonowały wojska, które zdewastowały budynek. W 1924 roku szkoła stała się 4-klasowa, a w 1927 roku zreorganizowano ją na 3-klasową, a także wynajmowano pomieszczenia u gospodarzy. Od 1924 roku wielokrotnie starano się o rozbudowę szkoły, ale z powodu sporów i konfliktów nie udawało się tego zrealizować, dopiero w latach 1937–1938 doszło do ugody społeczności Biedaczowa i Gwizdowa o wspólnej rozbudowie. W 1929 roku przez Biedaczów przejeżdżał prezydent RP Ignacy Mościcki. Po 1952 roku rozpoczęto rozbudowę szkoły, a w latach 1966–1969 ponownie rozbudowano szkołę. W przysiółku Podkudlacz od 1935 roku starano się o budowę oddzielnej szkoły, którą wybudowano w latach 60. XX wieku, jako tzw. „tysiąclatkę”, która funkcjonowała w latach 1966–1978 jako 4-klasowa szkoła filialna. W 1998 roku szkoła została zmieniona na 6-klasową. Patronem szkoły jest św. Jan Kanty.
Kierownicy i dyrektorzy:
1907–1911. Franciszka Wędrychowska.
1911–1912. Stanisław Boratyn.
1912–1928. Karol Drzewicki.
1928– ?. Ignacy Drzewicki.
 ? –1952. Tadeusz Banaś.
1952. Cecylia Banaś.
1952–1963. Bolesław Olszewski.
1963–1966. Maria Olszewska.
1966–1997. Jan Zawadzki.
1997–2001. Alicja Paderewska.
2001–2019. Bogusława Ruchlewicz.
2019– nadal Stanisław Panek.